# 安道奎
安道奎（韓語：안도규，2000年9月28日—），韓國男演員。

## 演出作品

### 電視劇
- 2007年：KBS《愛也沒關係嗎》
- 2008年：KBS《單身爸爸戀愛中》
- 2008年：SBS《小媳婦與少奶奶》
- 2011年：tvN《Birdie Buddy》
- 2011年：KBS《榮光的在仁》飾演 金榮光（幼年）
- 2012年：tvN《第三醫院》飾演 金斗賢（幼年）
- 2012年：MBC《馬醫》飾演 白光炫（幼年）
- 2012年：TBS/SBS Plus《浪漫滿屋2》飾演 李泰益（幼年）
- 2012年：MBC《想你》飾演 姜亨俊（幼年）
- 2013年：MBC《奇皇后》飾演 王裕（少年）
- 2014年：SBS《你們被包圍了》飾演 金志龍（少年）
- 2015年：MBC《華政》飾演 姜仁祐（少年）
- 2017年：KBS《赤身的消防員》飾演 姜哲秀（少年）
- 2017年：KBS《七日的王妃》飾演 李㦕 （少年）
- 2020年：Kaoko TV 《戀愛革命》飾演 安京敏
- 2020年：Netflix 《Sweet Home》飾演 金道薰
- 2021年：tvN 《Voice 4》飾演 黄美娜
- 2022年：Disney+ 《警校菜鳥》飾演 洪允奇（特別出演）
- 2023年：OTT平台TVING《放學後戰爭活動》飾演 國永洙
- 2023年：tvN《閃亮的西瓜》飾演 吳馬周（18歲時期）

### 電影
- 2009年：《飛上去，企鵝》
- 2010年：《和牛一起旅行的方法》
- 2012年：《狼少年》
- 2014年：《殺人者》

## 外部連結
- NAVER （页面存档备份，存于）
- 安道奎的Instagram帳戶
- 安道奎的X（前Twitter）